# Artéfact computationnel
Pour les articles homonymes, voir Artéfact.
Un artéfact computationnel est le résultat obtenu par l'homme par l'usage d'outils ou de principes reliés aux domaines de l'informatique, du multimédia ou de la pensée computationnelle. Un artéfact computationnel peut être un programme, un script, un microprocesseur, une image, un jeu, une vidéo ou une page Web.